# Askeby landskommun
Askeby landskommun var en tidigare kommun i Östergötlands län.

## Administrativ historik
Den 1 januari 1863, när kommunalförordningarna började tillämpas, skapades över hela riket cirka 2 500 kommuner, varav 89 städer, 8 köpingar och resten landskommuner. Då inrättades i Askeby socken i Bankekinds härad i Östergötland denna kommun.
År 1952 genomfördes den första av 1900-talets två genomgripande kommunreformer i Sverige. Då bildade Askeby "storkommun" genom sammanläggning med de tidigare landskommunerna Bankekind (före år 1904 Svinstad), Vårdsberg och Örtomta. Denna kommunbildning skulle inte visa sig livskraftig och fortlevde inte fram till nästa generella indelningsreform, utan lades redan efter åtta år, 1961, samman med den likaledes år 1952 bildade Åkerbo landskommun. Denna i sin tur upphörde år 1971 för att ingå i Linköpings kommun.
Kommunkoden 1952-1959 var 0517

### Kyrklig tillhörighet
I kyrkligt hänseende tillhörde kommunen Askeby församling. Den 1 januari 1952 tillkom församlingarna Bankekind, Vårdsberg och Örtomta.

## Geografi
Askeby landskommun omfattade den 1 januari 1952 en areal av 170,78 km², varav 164,60 km² land.

## Politik

### Mandatfördelning i valen 1950–58
| 14 | 10 | 4 | 2 |

| 29 |

| 16 | 8 | 6 |

| 27 |

| 12 | 11 | 3 | 4 |

| 27 |